# Olimpia Bida
Olimpia Bida (ukr. Олімпія Біда, trans. Olimpja Bida, ur. 1903 w Cebłowie, zm. 28 stycznia 1952 w Charsku w obwodzie tomskim) – greckokatolicka zakonnica zgromadzenia józefitek, przełożona klasztoru w Chyrowie.
Pracowała jako nauczycielka religii, prowadziła działalność charytatywną dla ubogiej młodzieży i organizowała edukację dla młodych kobiet. Aresztowana w 1951 roku i zesłana do Tomska, próbowała organizować życie religijne na wygnaniu. Zmarła w wyniku poważnej choroby.
Beatyfikowana 27 czerwca 2001 roku we Lwowie przez Jana Pawła II w grupie 27 nowomęczenników greckokatolickich.